# 麦金托什 (佛罗里达州)
麦金托什（英語：McIntosh），是美国佛罗里达州馬里昂縣下属的一座城镇。建立于1913年。面积约为1.8平方公里（约合0.7平方英里）。根据2010年美国人口普查，该市有人口452人。论人口在本州排行第374。